# Haritchavank
Haritchavank, Harichavank, Haritjavank ou Haridjavank (en arménien Հառիճավանք) est un monastère arménien situé dans le marz de Shirak, dans la communauté rurale de Harich, au nord-ouest de l'Arménie. Il est bâti au bord d'une ravine du flanc ouest de l'Aragats.
Fondé au VIIe - VIIIe siècle, Haritchavank est pillé par les Seldjoukides au XIe siècle. Il est refondé au XIIIe siècle par les Zakarian mais tombe en déclin dès le XIVe siècle. Il est profondément restauré au XIXe siècle et devient une résidence d'été des Catholicos d'Arménie.
Ses principaux bâtiments sont Sourp Grigor (« Saint-Grégoire »), Sourp Astvatsatsin (« Sainte-Mère-de-Dieu ») et le gavit.

## Situation géographique
Pour des articles plus généraux, voir Shirak et Ayrarat.
Haritchavank est situé au nord du haut-plateau arménien, dans le Petit Caucase, à une altitude de 2 487 m sur la pente occidentale de l'Aragats, le point culminant de l'Arménie (4 095 m). Il se dresse au bord d'une ravine.
Le monastère est inclus dans le territoire de la communauté rurale de Harich, à l'extrémité même de cette localité, dans le marz de Shirak, au nord-ouest de l'Arménie. La ville d'Artik se trouve à environ 3 km au nord-ouest.
Historiquement, Haritchavank est situé dans le canton de Shirak de la province d'Ayrarat, une des quinze provinces de l'Arménie historique selon le géographe du VIIe siècle Anania de Shirak.

## Histoire
Pour un article plus général, voir Arménie zakaride.
Des traces remontant à l'Âge du bronze ont été retrouvées sur le site de Harich.
L'histoire chrétienne du site semble remonter au Ve siècle, datation des vestiges d'une petite basilique mononef. Le monastère est quant à lui fondé au VIIe ou au VIIIe siècle mais est pillé lors des invasions seldjoukides du XIe siècle. Il ne subsiste de cette époque que l'église Sourp Grigor, ainsi qu'une stèle du Ve ou VIe siècle aujourd'hui conservée au musée d'histoire de l'Arménie.
Entrée dans les possessions des Pahlavouni, la région est acquise par les Zakarian à la fin du XIIe - début du XIIIe siècle, qui refondent le monastère et le dotent de privilèges. Haritchavank devient alors un centre religieux et culturel important à l'école et au scriptorium renommés.
Le monastère entre en période de déclin aux XVe et XVIe siècles et est presque abandonné. Restauré au XVIIIe siècle, il ne revit véritablement qu'après 1850 lorsqu'il devient une résidence d'été des Catholicos d'Arménie, qui le rénovent en profondeur et lui adjoignent des bâtiments utilitaires. Une école préparatoire au Séminaire théologique Gevorkian d'Etchmiadzin y est créée, où étudie notamment le poète Avetik Issahakian. Un des bâtiments construits à cette époque abrite aujourd'hui un musée d'histoire locale. Il existe en outre un projet d'y ouvrir un centre d'enseignement de l'Église apostolique arménienne.

## Bâtiments
Pour un article plus général, voir Architecture arménienne.
Les principaux bâtiments du monastère sont Sourp Grigor, Sourp Astvatsatsin et le gavit.

### Sourp Grigor
Sourp Grigor (« Saint-Grégoire ») est l'église la plus ancienne du monastère : elle remonterait au VIIe siècle, bien qu'une datation plus tardive (IXe – Xe siècle) ne puisse être exclue ; il s'agit d'une église en carré tétraconque dont les conques sont arrondies à l'intérieur et pentagonales à l'extérieur (où elles sont dotées de corniches à vannerie). Elle est surmontée d'un tambour à seize faces (peut-être du XIXe siècle) surmonté jusqu'à récemment d'une coiffe hémisphérique ; il a depuis lors retrouvé sa coiffe conique. L'église est dépourvue d'ornements.
D'autres bâtiments lui ont été adjoints au fil des siècles : un gavit au sud à la fin du XIIe siècle (une coupole à quatre colonnes aujourd'hui en ruine), un autre au nord avant 1224 (accessible depuis l'espace entre les conques nord et ouest, et commun à Sourp Astvatsatsin, cf. infra), une chapelle à un étage au sud-est et une autre à deux étages au sud-ouest (commande d'un certain Sarkis Dzhonk), toutes deux du XIIIe siècle, et un porche-clocher aux larges colonnes devant la conque ouest au XIXe siècle.

### Sourp Astvatsatsin

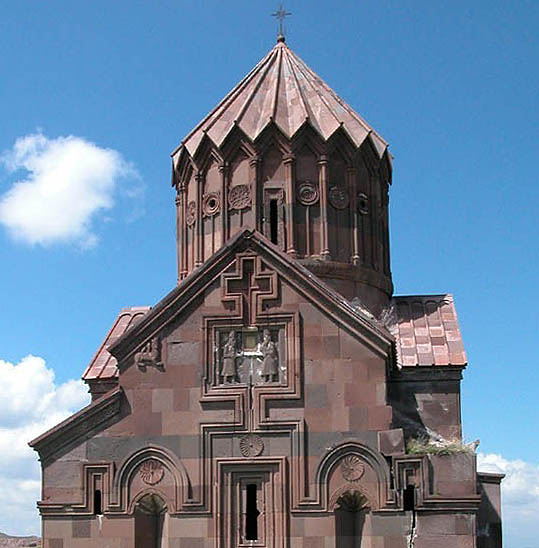
Façade orientale de Sourp Astvatsatsin.

L'église principale, Sourp Astvatsatsin (« Sainte-Mère-de-Dieu ») a été érigée en 1201, comme l'atteste l'inscription sur sa façade septentrionale ; il s'agit d'une croix inscrite cloisonnée fermée à doubles chapelles d'angle. Le second étage des chapelles de l'ouest est accessible depuis le corps principal par des escaliers et est orné de trois arches. L'église est surmontée d'un tambour cylindrique à l'intérieur mais à seize faces à l'extérieur, doté d'une coiffe en ombrelle, remplacée au XIXe siècle par une coiffe conique mais récemment restaurée sous sa forme originelle. Le décor intérieur de l'église se résume au bem (estrade de l'autel), orné d'un assemblage de losanges et de triangles de pierre ornés de motifs végétaux. 

### Gavit

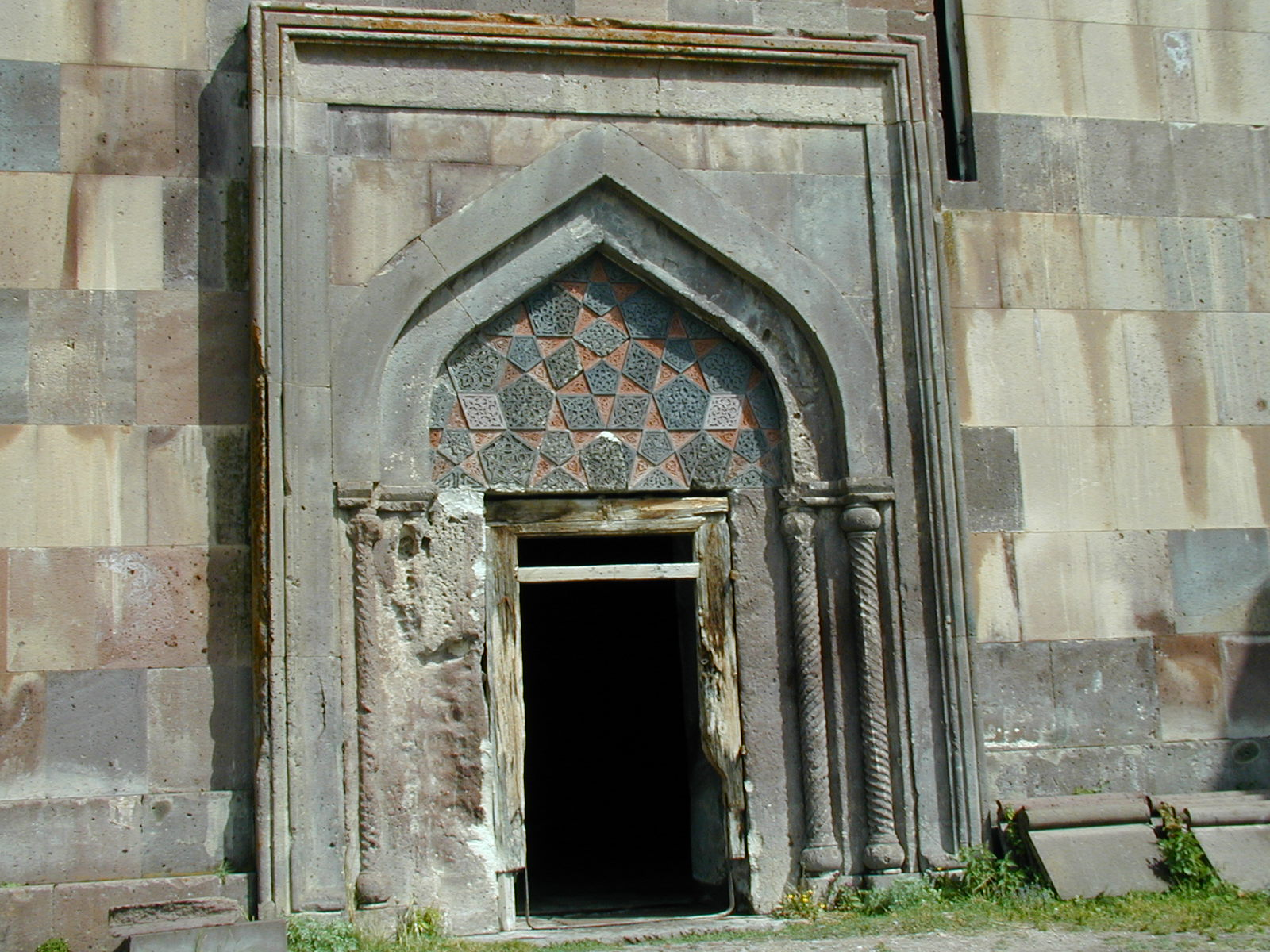
Portail du gavit.

Le gavit est construit avant 1224 par le chambellan Vahram Anetsi ; cette salle à coupole sur quatre colonnes intègre la conque nord de Sourp Grigor et est légèrement décalée vers le nord par rapport à Sourp Astvatsatsin. Ses plafonds sont entièrement sculptés ou peints: les compartiments latéraux sont couverts de plafonds plats couverts d'entrelacs, d'étoiles à huit branches et autres motifs, alors que la coupole de base carrée est ornée de stalactites et est surmontée d'un erdik (type local de lanterneau). Le bâtiment se distingue également par son portail occidental : un chambranle rectangulaire encadre un second chambranle en accolade sur colonnettes torsadées, lequel encadre à son tour la porte et le tympan ; ce dernier est une combinaison marquetée de triangles rouges et de pentagones gris.
Le bâtiment est complété par une petite chapelle au sud-est.

### Autres bâtiments
Divers bâtiments complètent le complexe : une petite chapelle du XIIe siècle au sud (aujourd'hui complètement isolée sur un piton rocheux à la suite d'un séisme), des citernes, un bassin, une cour intérieure et des murailles. Enfin, les bâtiments utilitaires et résidentiels du XIXe siècle se dressent au nord et à l'est de l'ensemble.